# Malta (materiale)

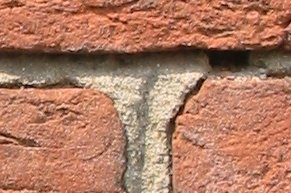
Malta (in grigio)

La malta è un conglomerato costituito da una miscela di legante (ad esempio cemento e/o calce), acqua, inerti fini (ad esempio sabbia) ed eventuali additivi, il tutto in proporzioni tali da assicurare lavorabilità all'impasto bagnato e resistenza meccanica allo stato asciutto, dopo la presa e l'indurimento.

## Storia
La storia di questo conglomerato è legata all'evoluzione del suo utilizzo, ma soprattutto all'evoluzione dei leganti con diverse caratteristiche tecnologiche.
Il primo legante utilizzato per preparare malte fu la calce ottenuta dalla cottura di pietra calcarea. Malte idrauliche (in grado di indurire anche in presenza di acqua) come le malte "pozzolaniche" o malte "a cocciopesto", erano note già ai tempi dei Fenici e vennero perfezionate dai Romani che con esse costruirono e resero impermeabili i sistemi di adduzione dell'acqua quali acquedotti e cisterne.
Questa tecnologia è alla base anche delle mura a sacco romane e con essa è stato possibile realizzare la volta del Pantheon di Roma, che però tecnicamente è costituita da calcestruzzo, visto che oltre all'aggregato fine contiene anche un aggregato grossolano.
Malte con migliori caratteristiche meccaniche, ma meno elastiche, si ottennero con la diffusione del cemento come legante.

## Caratteristiche e tipologia
Una malta è un materiale composito e conseguentemente manifesta proprietà variabili in funzione della natura dei suoi componenti.
Il fenomeno di irrigidimento delle malte è dovuto a due processi: la presa e l'indurimento. La presa interessa tipicamente soltanto il legante, mentre l'indurimento può riguardare esclusivamente il legante, in questo caso l'aggregato ha semplice funzione di inerte, oppure essere legato all'interazione tra legante e aggregato che in questo caso si dice reattivo.
In base al tipo di indurimento le malte possono essere distinte in due diverse famiglie: 
- le malte aeree che fanno presa ed induriscono soltanto se messe a contatto con l'aria. Fanno parte di questa categoria le malte a base di un legante aereo, quale il gesso o la calce aerea;
- le malte idrauliche che possono dar luogo alle reazioni di indurimento, quindi dopo aver fatto presa, anche non a contatto con l'aria. Fanno parte di questa categoria oltre alle malte confezionate con un legante propriamente idraulico, il cemento o la calce idraulica, anche le malte idrauliche a base di calce aerea quali le malte pozzolaniche o a cocciopesto.

In base a questa prima classificazione si vede che le malte di calce possono avere sia comportamento aereo che idraulico in funzione della natura del legante.

In particolare le malte aeree di calce aerea induriscono tramite la reazione di carbonatazione, ovvero la trasformazione dell'idrossido di calcio della calce in carbonato di calcio. In queste malte l'aggregato funge da scheletro inerte, riduce il ritiro della malta in seguito alla perdita d'acqua del legante, migliora le proprietà meccaniche e favorisce la carbonatazione dell'intero strato di malta. Anche queste malte manifestano una buona resistenza all'acqua e all'umidità, grazie alla bassissima solubilità del carbonato di calcio che funge da legante, si mantengono in generale sufficientemente traspiranti e sono state utilizzate per secoli per l'ottenimento di intonaci interni ed esterni anche di straordinaria durabilità.
Le malte idrauliche a base di calce aerea invece prevedono l'utilizzo di un aggregato reattivo, quale la pozzolana naturale, il cocciopesto, la pomice, il silica fume. La caratteristica comune a tutti gli aggregati reattivi è il contenuto di ossidi acidi, di alluminio e soprattutto di silicio, capaci di reagire in presenza d'acqua con l'idrossido basico di calcio per formare gli stessi composti che si ottengono per indurimento di una calce idraulica o di un cemento Portland. Questa reazione avviene dunque all'interfaccia tra legante e aggregato, garantendo una straordinaria aderenza tra la sabbia e il legante, che porta ad una drastica riduzione della porosità della malta. Questa ridotta porosità e l'elevata aderenza tra aggregato e legante rendono le malte idrauliche a base di calce aerea rispetto a quelle aeree: meno permeabili all'acqua; meccanicamente più resistenti; meno dilavabili e quindi più durabili.

## Caratteristiche dei componenti
I leganti normalmente impiegati per il confezionamento delle malte sono:
- il cemento;
- la calce idraulica naturale in polvere: ottenuta dalla cottura di marne naturali e successivo spegnimento e macinazione
- la calce idraulica artificiale in polvere: ottenuta dalla cottura di mescolanze intime ed omogenee di calcare e materie argillose e successivo spegnimento e macinazione
- la calce eminentemente idraulica naturale o artificiale in polvere: ottenuta come la calce idraulica naturale e artificiale
- calce idraulica artificiale pozzolanica in polvere (calce idraulica di miscela): miscela omogenea ottenuta dalla macinazione di pozzolana e calce aerea idratata.
- calce idraulica artificiale siderurgica in polvere (calce idraulica di miscela): miscela omogenea ottenuta dalla macinazione di loppa basica granulare d'altoforno e calce aerea idratata.
- la calce pozzolanica: ottenuta da miscelazione di calce aerea e pozzolana
- la calce aerea e la calce idrata. La calce idrata viene impiegata anche come additivo fluidificante nelle malte cementizie.

Allo scopo di evitare efflorescenze è consigliabile usare leganti che abbiano un contenuto alcalino, espresso in Na2O ≤0,15 %.

### Gli inerti
La sabbia, proveniente da depositi sedimentari o da frantumazione di rocce, deve essere priva di sostanze dannose; in particolare non devono essere superate le seguenti percentuali in peso delle seguenti sostanze:
- componenti organici ≤0,5%
- solfati ≤1%
- cloruri ≤0,05%.

Sono consigliati i seguenti limiti granulometrici:
- da 0 a 4 mm: ≥95%
- da 4 a 5 mm: ≤5%.

Le parti extra fini (≤1 mm) possono essere tollerate sino ad un massimo del 4%.

### L'acqua
L'acqua d'impasto deve essere pura, limpida e dolce. Non deve contenere sostanze nocive, quali acidi organici, humus, limi, argille, alcali, sostanze zuccherine, ecc. Anche la temperatura è importante poiché bassi valori rallentano i fenomeni di presa mentre alti valori li accelerano. Minore è la quantità di acqua presente nell'impasto, maggiori saranno le proprietà dell'impasto. È quindi importante usarne il minore quantitativo possibile, perché anche se poi alla fine la malta asciuga, quando sarà secca avrà una resistenza a trazione e compressione minore se l'impasto è stato ottenuto con troppa acqua.

## Classificazione

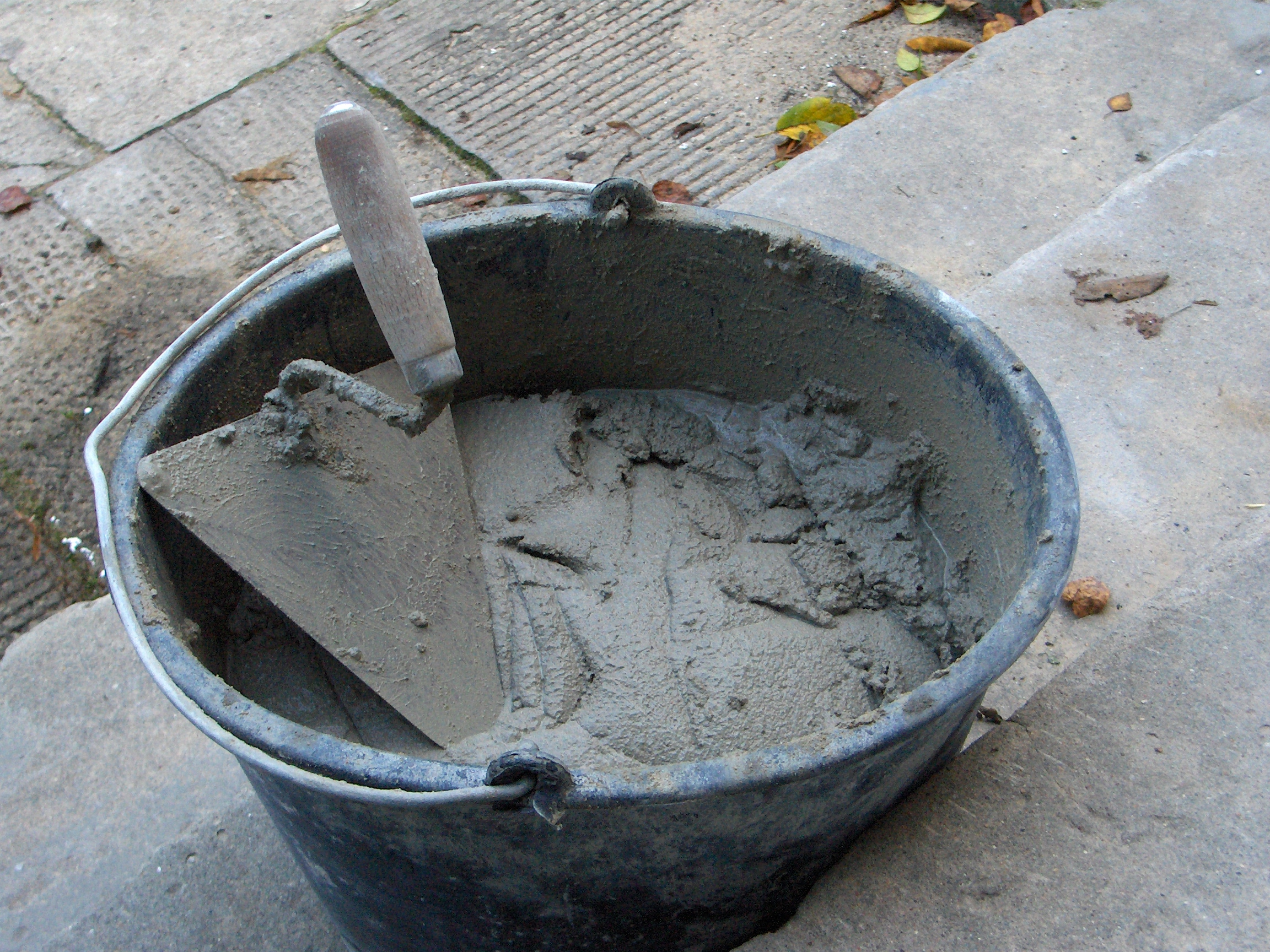
Malta di cemento

Le malte possono essere classificate in base alla destinazione d'uso o al meccanismo di indurimento.
La prima classificazione suddivide le malte in:
- malte di allettamento: utilizzate come letto di posa per elementi con diversa funzione. Un tipico esempio di malta di allettamento è dato dagli elementi in muratura portante in laterizio, in cui i mattoni sono collegati da uno strato di malta di spessore generalmente inferiore al centimetro, che si interpone tra due file di mattoni.
- malta per massetto: utilizzata per preparare il fondo (in edilizia detto massetto) sul quale si poseranno i materiali da pavimentazione (piastrelle, mattonelle, ecc.) con funzioni di incollaggio e presa.
- malta di stilatura: utilizzata per chiudere fessure o rifinire elementi murari o pavimentali composti da sistemi eterogenei. Le fughe tra le mattonelle o la malta aggiunta ad un sistema in muratura per rendere piane le superfici.
- malta di finitura: utilizzata per rifinire sistemi a malta grezzi, è generalmente caratterizzata da una distribuzione di inerti prevalentemente fini, di dimensione ben inferiore al millimetro. Gli intonaci rientrano in questa tipologia di malta.
- arriccio: gli arricci, insieme al rinzaffo, sono malte preparatorie dell'intonaco, di cui costituiscono un livello più interno non visibile dall'esterno. A differenza di questo sono caratterizzate dalla presenza di inerti più grossolani e hanno funzione di preparazione alla stesura dello strato di finitura, il velo e di protezione dall'acqua.
- malte da iniezione: vengono utilizzate per interventi di riadesione di sistemi precedentemente disconnessi o distaccati. Sono caratterizzate da un'elevata fluidità ottenuta mediante eccesso d'acqua di impasto o l'uso di additivi fluidificanti e superfluidificanti.

In base alla seconda classificazione le malte possono essere suddivise essenzialmente in due categorie:
- aeree: in grado di fare indurimento esclusivamente a contatto con l'aria.
- idrauliche: in grado di dare reazioni di indurimento anche non a contatto con l'aria, hanno la caratteristica di indurire anche se immersi nell'acqua.

Questa prima suddivisione non permette però di racchiudere compiutamente il complesso mondo delle malte per cui è necessario compiere un affinamento.
Le malte aeree sono sistemi costituiti dall'unione di un legante aereo, la calce aerea o il gesso, con un inerte fino. L'inerte deve essere costituito da un sistema non reattivo, quale ad esempio una sabbia calcarea o una sabbia ricca in silice cristallina (quarzo). Le malte aeree costituiscono la maggioranza delle malte storiche e sono state utilizzate in passato sia per l'ottenimento di malte ad uso strutturale che per malte di finitura interne ed esterne. Oggigiorno è erroneamente diffusa la convinzione che questo tipo di sistemi non resista all'azione dell'acqua o non sia in grado di fornire sistemi di adeguate prestazioni meccaniche. Per sfatare questa convinzione basti ricordare il ritrovamento di malte pavimentali a Yiftah in Galilea, risalente al 7000 a.C.  Un altro esempio di malta aerea di straordinaria durabilità è fornita dagli intonaci Li Vigni, estremamente diffusi a Palermo durante il periodo liberty, inizi del XX secolo, e giunti ai giorni nostri in perfette condizioni di conservazione anche nelle zone esposte ad una forte azione da parte dello spray marino. [ Alaimo; Giarrusso; Montana, I materiali lapidei nell'edilizia storica a Palermo, Palermo, lionbooks, 2008.]

Le malte idrauliche costituiscono un sottoinsieme dalle maggiori sfaccettature.
Le malte idrauliche sono infatti ottenibili con sistemi diversi e con conseguenti diversi gradi di idraulicità. Ovvero esistono malte che possono considerarsi interamente idrauliche: ovvero le cui reazioni di indurimento si possono svolgere interamente senza contatto con l'aria; mentre altre malte hanno un comportamento solo parzialmente idraulico. Si può effettuare allora una distinzione tra di esse in base al legante utilizzato.
Le malte a base di cemento rientrano nella prima categoria. Sono oggi molto diffuse soprattutto per la facilità realizzativa. Presentano elevate proprietà meccaniche, grazie alle caratteristiche del cemento, elevata impermeabilità e non richiedono particolari cure dopo la stesura. L'indurimento è garantito dalle reazioni del cemento con l'acqua di impasto e l'utilizzo, oggi sempre più diffuso, di cementi a rapido indurimento garantisce l'ottenimento di un sistema stabile in poco tempo e a dispetto delle condizioni ambientali di messa in opera.
Le malte a base di calce idraulica sono invece sistemi prevalentemente idraulici in cui una parte dell'indurimento avviene per carbonatazione, ovvero per reazione con l'anidride carbonica dell'aria. Sono caratterizzate, rispetto a quelle a base di cemento, da una maggiore traspirabilità e da prestazioni meccaniche inferiori. Le malte a base di calce idraulica, sia essa naturale o artificiale, richiedono una maggiore cura nella realizzazione poiché dopo la messa in opera è necessario garantire una corretta umidità al sistema per un periodo più lungo che nel caso precedente. La calce idraulica si mescola molto bene con il cemento Portland per la costituzione delle cosiddette malte bastarde.
Le malte idrauliche a base di calce aerea sono invece sistemi complessi, le cui proprietà sono note da tempi antichi. Rientrano in questa categoria due tipologie di malte molto diffuse nell'antichità: le malte pozzolaniche e le malte a cocciopesto. Si tratta in entrambi i casi di malte ottenute additivando la calce aerea con un sistema reattivo, il cocciopesto o la pozzolana naturale. Il comportamento idraulico è garantito da una reazione di interfaccia tra l'idrossido di calcio del legante e la silice amorfa, ed eventualmente l'allumina amorfa, presente nell'aggregato. Questa reazione permette di ottenere nei bordi tra i grani e il legante la formazione di composti del tutto analoghi a quelli che si formano per indurimento del cemento portland, garantendo alla malta una notevole riduzione della porosità e un incremento notevole delle prestazioni meccaniche e della impermeabilità, rispetto ad una malta aerea.
A tutte le suddette malte possono essere aggiunti additivi di diverse caratteristiche per migliorare determinate prestazioni. In commercio esistono anche malte premiscelate o preconfezionate pronte per l'uso.

## Applicazioni ed utilizzo
Viene utilizzata in edilizia per diversi utilizzi: per realizzare intonaci,  come malta di allettamento e nella realizzazione di sottofondi delle pavimentazioni.

### Malta di allettamento
La malta viene utilizzata nella realizzazione di murature, per collegare e tenere uniti altri materiali da costruzione, cui la malta fresca si adatta aderendovi tenacemente fino a dare una struttura monolitica ad indurimento avvenuto. La principale funzione della malta di allettamento, soprattutto di quella a base di calce, non è quella di "incollare" i mattoni o le pietre tra loro, bensì quella di distribuire il carico delle parti soprastanti sull'intera sezione orizzontale del muro, compensando le asperità delle superfici d'appoggio dei blocchi, in particolare di quelle irregolari della pietra..

### Sottofondi (massetto)
Il sottofondo è uno strato cementizio applicato sul solaio, generalmente in spessori intorno ai 10 cm, che ingloba e copre le tubazioni degli impianti. È possibile realizzarlo con diversi materiali, il più comune è dato dalla mescolanza di sabbia, cemento e acqua in diverse proporzioni chiamato comunemente massetto. È bene predisporre una rete zincata di maglia 5x5cm all'interno, prima del getto e livellamento, per limitare eventuali ritiri o crepe. Deve essere realizzato battendo i piani del pavimento finito, particolare attenzione va posta rispetto allo spessore delle pavimentazioni che vi si poseranno in seguito.
È possibile interporre uno strato di isolante acustico al di sotto, per realizzare un sottofondo "flottante". Viene solitamente realizzato dopo aver realizzato gli intonaci, sul solaio debitamente pulito.

### Intonaci
Se utilizzata per l'intonaco, ossia eventuale rivestimento di un'opera muraria.